# Mount Wasko
Mount Wasko är ett berg i Antarktis. Det ligger i Västantarktis. Nya Zeeland gör anspråk på området. Toppen på Mount Wasko är 1 170 meter över havet.
Terrängen runt Mount Wasko är varierad. Trakten är obefolkad. Det finns inga samhällen i närheten. 